# Fischmarkt (Bergen)

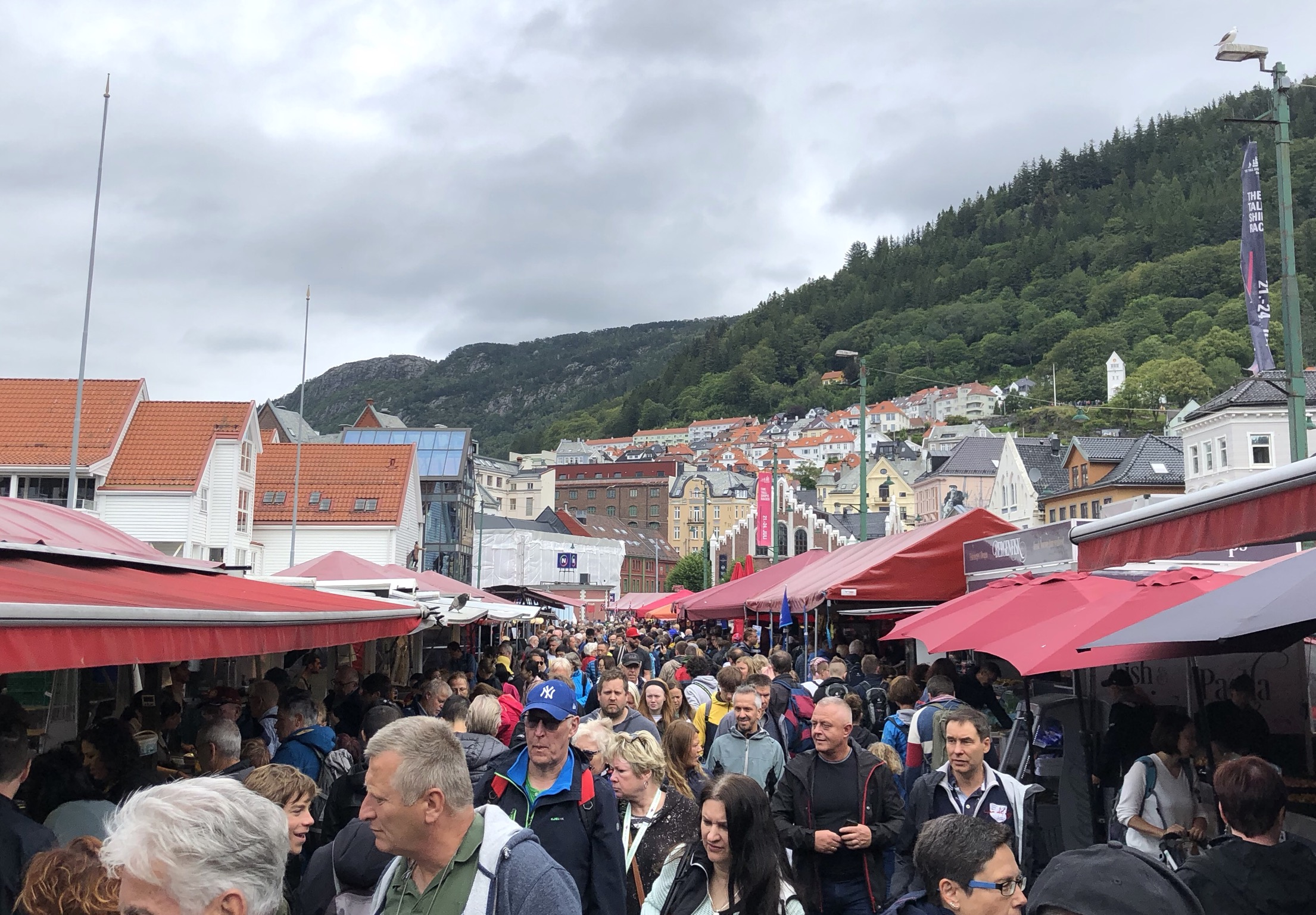
Fischmarkt in Bergen, 2019

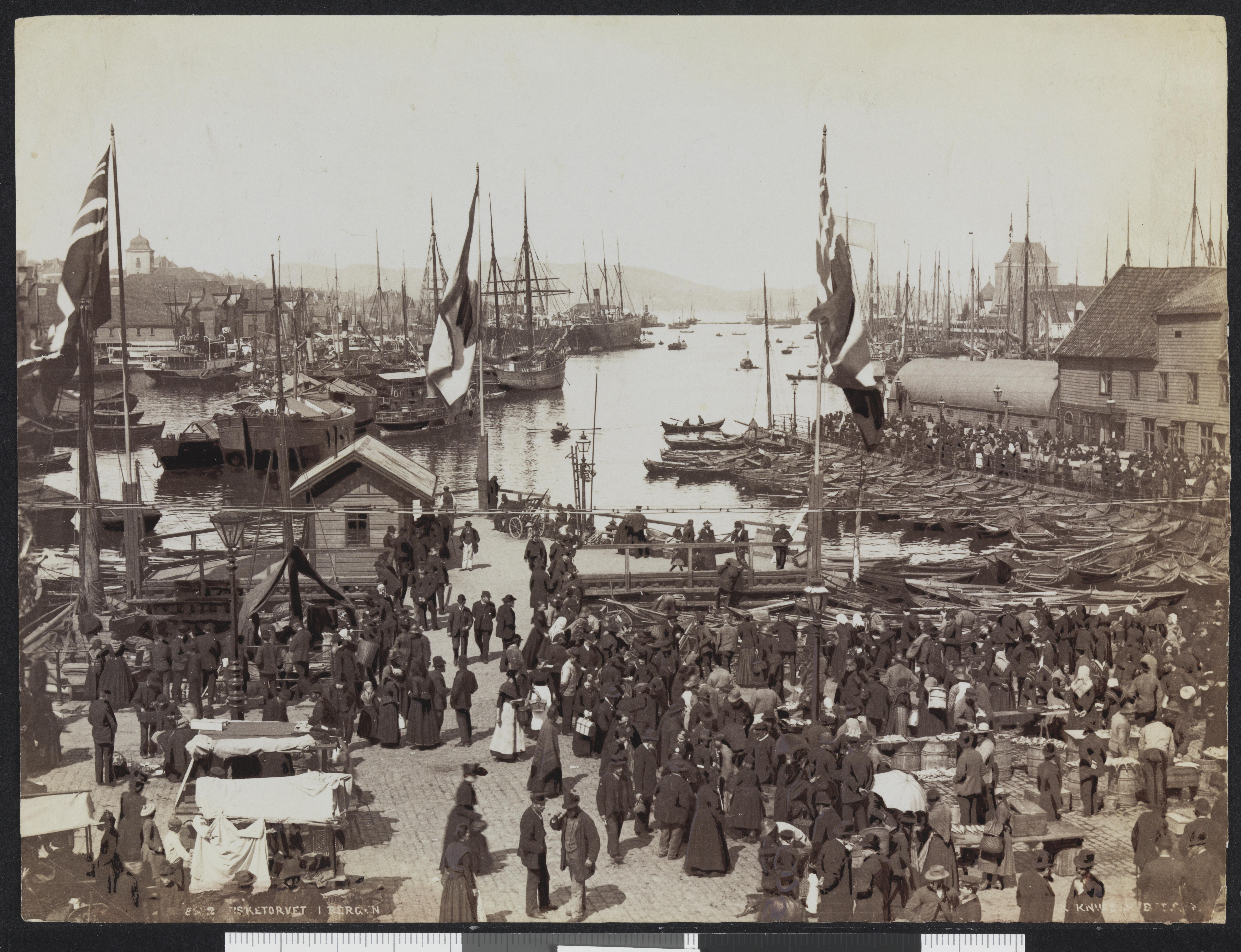
Fischmarkt in Bergen, Ende des 19. Jahrhunderts

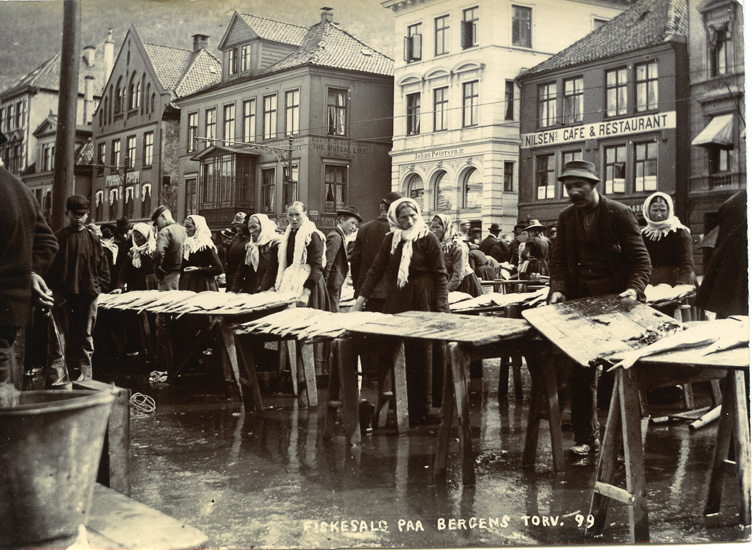
Fischverkaufsstände, wohl 1899

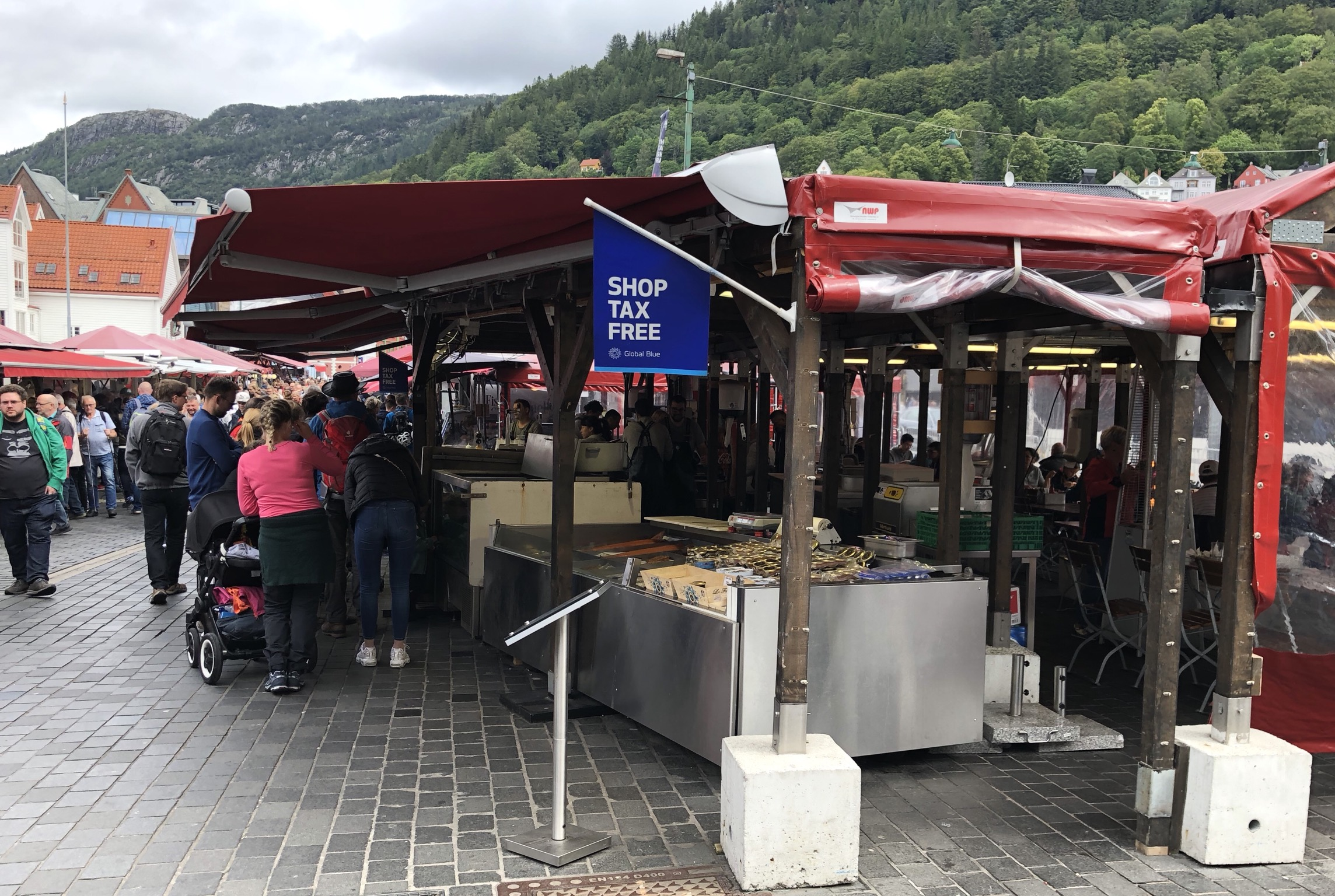
Verkaufsstand, 2019

Der Fischmarkt (norwegisch Fisketorget) in der norwegischen Stadt Bergen besteht seit dem 13. Jahrhundert. 

## Lage
Er befindet sich zentral in der Innenstadt von Bergen unmittelbar am östlichen Ende der zum Hafen von Bergen gehörenden Bucht Vågen, zwischen dem Hafenkai und der östlich verlaufenden Straße Torget. Östlich liegt der Platz Vågsallmenningen, südlich die Straße Strandkaien.

## Geschichte und Angebot
Eine erste urkundliche Erwähnung des Markts ist im Bergener Stadtgesetz aus dem Jahr 1276 überliefert. Vom 13. bis zum 16. Jahrhundert fand der Markt am Nordufer der Bucht zwischen der Festung Bergenhus und dem Ostende der Bucht und somit vor den hanseatischen Handelshäusern der Tyskebryggen statt. 1541 verlangten die Bürger Bergens eine Verlegung des Markts an einen neutraleren Standort, um der Kontrolle des Markts durch die Hanse zu begegnen. Letztlich wurde der Markt an seinen heutigen Ort verlegt.
Anfänglich wurden nur Fische aus den umliegenden Seegebieten angeboten. Die Fische wurden zum Teil noch lebend direkt aus Ruderbooten und Schiffen verkauft. Der Fisch wurde dabei in Kisten mit Löchern gehalten und hinter den Booten bis zum Markt hergezogen. Heute werden auf dem Markt Fische und auch exotische Meeresfrüchte aus der ganzen Welt in modernen Verkaufsständen angeboten. Neben Dorsch, Hering und Pollack werden auch Königskrabben und Lachs aus dem Nordmeer und Seeigel aus dem Mittelmeer gehandelt. Auf dem heute vor allem auf Touristen ausgerichteten Markt werden darüber hinaus auch Obst, norwegische Beeren und Gemüse sowie Produkte aus Elch und Rentier gehandelt. Auch Walfleisch ist im Angebot.
Etwas weiter westlich entstand 2012 eine moderne Markthalle, in der auch Fisch verkauft wird. Darüber hinaus befinden sich dort Serviceeinrichtungen für den Markt, darunter auch Toiletten und Büros. Außerdem gibt es Restaurants und eine Touristeninformation.